# Stypommisa tantula
Stypommisa tantula är en tvåvingeart som först beskrevs av James Stewart Hine 1920.  Stypommisa tantula ingår i släktet Stypommisa och familjen bromsar. Inga underarter finns listade i Catalogue of Life.